# Заселення Донеччини у XVI-XVIII ст.
Засе́лення Доне́ччини у XVI—XVIII ст.[ISBN відсутній] — книга-монографія відомого вченого-історика Василя Пірка. Вперше в історико-краєзнавчій літературі на базі зібраних в архівах України та Росії документів простежується хід заселення сучасної Донеччини в XVI–XVIII ст. Особлива увага звернена на будівництво місцевих міст, їх зовнішній вигляд та функціональний характер. Як доказ неупереджених висновків про хід заселення краю та етнічний склад його населення автор подає уривки з найважливіших документів.
Книга розрахована на краєзнавців, викладачів вищих навчальних закладів, учителів історії, зокрема тих, що ведуть факультативні заняття з історії регіону.

## Реквізити
Автор Пірко В. О. — історичний нарис і уривки з джерел / Український культурологічний центр. — Донецьк: Східний видавничий дім, 2003. — 180 с. ISBN 966-7804-56-9